# Trk receptor
Trk receptori su familija tirozinskih kinaza koje regulišu sinaptičku jačinu i plastičnost u nervnom sistemu sisara. Trk receptori utiču na neuronski opstanak i diferencijaciju putem nekoliko signalnih kaskada. Aktivacija tih receptora takođe ima značajan uticaj na funkcionalna svojstva neurons.
Zajednički ligandi trk receptora su neurotrofini, familija faktora rasta koja je kritična za funkcionisanje nervnog sistema. Vezivanje tih molekula je visoko specifično. Svaki tip neurotrofina ima različit afinitet vezivanja za svoj korespondirajući Trk receptor. Aktivacija Trk receptora putem neurotrofinskog vezivanja može da dovede do aktivacije signalne kaskade, koja rezultira u promovisanju opstanka i drugim oblicima funkcionalne regulacije ćelija.